# Pyralestes ragusai
Pyralestes ragusai är en fjärilsart som beskrevs av Turati 1922. Pyralestes ragusai ingår i släktet Pyralestes och familjen mott. Inga underarter finns listade i Catalogue of Life.